# إعادة الصف الدراسي

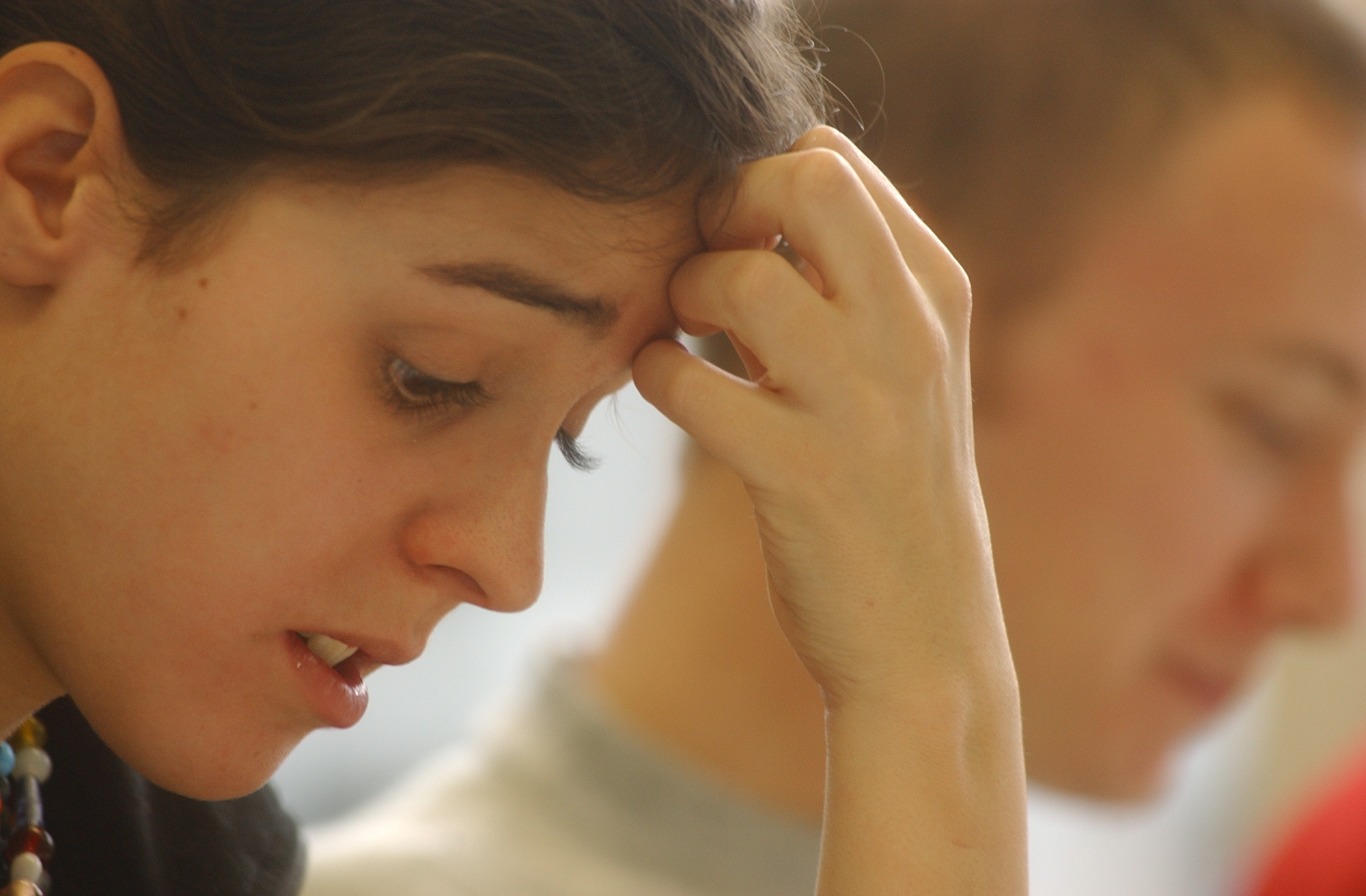

هو عملية يكرر فيها الطلاب نفس الصف بسبب  إخفاقهم في السنة السابقة، ويمكن لهؤلاء الطلاب أن يعيدوا السنة مرة واحدة فقط ولمدة سنة واحدة، ولا يعيد الطلاب بالضرورة الصف في القسم نفسه، إنما يعيدون السنة نفسها فقط.
والبديل لاستبقاء ظاهرة الفشل الدراسي عند بعض الطلاب يكون من خلال تبني سياسة المرافقة الاجتماعية القائمة بالضرورة على ابقاء الطالب ضمن فئته العمرية  التي ينتمي اليها. إن سياسية المرافقة الاجتماعية للطلاب  قائمة على التقدم إلزامي للجميع بغض النظر عن انجازاتهم وغياباتهم، وهي سياسية تستخدمها البلدان التي تتبع طلابها وفقا لقدراتهم الأكاديمية.
ويعتقد الباحثون الأكاديميون انه يمكن معالجة ضعف الأداء الدراسي عند بعض الطلاب من خلال تبني مساعدة علاجية مكثفة، مثل استحداث برامج المدارس الصيفية بهدف استباق فشل الطالب وتحسين أدائه الدراسي دون للجوء إلى استبقائه في الصف.
وفي معظم البلدان، تم حظر الاحتفاظ بالرتب أو منعه بشدة. ففي الولايات المتحدة، يمكن استخدام استبقاء الصفوف من رياض الأطفال حتى الصف الثاني عشر، ومع ذلك، يتم عادة الاحتفاظ بالطلاب في الصفوف من الصف السابع إلى الصف الثاني عشر في المادة التي  فشل فيها الطالب، بسبب وجود حصة دراسية خاصة بكل مادة، وذلك بدلا من إعادة فصل دراسي كامل بسبب الفصل في مادة واحدة والتي يعاد تدريسها مع جميع المواد الأخرى  طيلة الفصل الدراسي.
على سبيل المثال في الصفوف من السابع إلى الثاني عشر يمكن ترقية الطالب في حصة الرياضيات ولكن يتم الاحتفاظ به في حصة اللغة، تقتصر روضة الأطفال في الصف الواحد حتى الصف السادس على غرفة واحدة طوال اليوم، حيث يتم تدريسها في نفس الصف عادة بواسطة معلم  واحد باستثناء الفن والجمباز الذي يتم في غرفة الفنون وصالة الألعاب الرياضية على التوالي.
في هذه الصفوف يجب أن يفشل الطالب بشكل عام أو يسجل مستوى أقل بكثير من المستوى المقبول في معظم أو كل المجالات ضمن المنهج الدراسي بأكمله ليتم الاحتفاظ به، ثم يكرر الطالب مرة أخرى السنة الدراسية بأكملها في فصل دراسي واحد ويعيد نفس المادة الدراسية التي كانت عليه (فشل فيها)السنة السابقة.
وفي الحالات التي يسمح فيها ذلك، يكون الاحتفاظ بالصفوف أكثر شيوعا بين الطلاب في المدارس الابتدائية المبكرة. ولا يتم الاحتفاظ بالطلاب ذوي الإعاقات الفكرية إلا عندما يوافق الآباء وموظفو المدارس على ذلك، أما الأطفال الصغار نسبيا في الفئة العمرية من المرجح أن يتم الاحتفاظ بهم أربعة أضعاف.

## لمحة تاريخية
لقد استخدمت عدة مدارس مناهج مختلفة على مر التاريخ، أين كان الاحتفاظ بالدرجات لا معنى له أساسا في المدارس التي تضم غرفة واحدة (منذ أكثر من قرن مضى) بسبب محدودية الوصول إلى المعايير الخارجية وصغر نطاق المدرسة التي تضم عددا قليلا من الطلاب في كل فئة عمرية، مما أدى إلى توفير التعليم الفردي. ومع انتشار المدارس الأكبر حجم والمدرجة في منتصف القرن التاسع عشر، أصبح الاستبقاء ممارسة شائعة، ومنذ قرن واحد فقط، تم الاحتفاظ بحوالي نصف جميع الطلاب الأمريكيين مرة واحدة على الأقل قبل سن الثالثة عشرة.
وبدأت الترقية الاجتماعية تنتشر في الثلاثينات مع القلق بشأن الآثار النفسية والاجتماعية للاحتفاظ. الترقية الاجتماعية هي تشجيع الطلاب الذين يعانون من نقص الأداء في ظل المبدأ الأيديولوجي الذي يعتبر البقاء مع أقرانهم م ننفس العمر أمرا مهما للنجاح. وقد انعكس هذا الاتجاه في الثمانينات مع تزايد المخاوف من تراجع المعايير الأكاديمية، خصوصا وأن نسبة الرسوب في الولايات المتحدة قد عرفت ارتفاعا طرديا منذ ذلك الحين.
ويدين أخصائيو التوعية المحترفون على نطاق واسع ممارسة اتخاذ قرارات الاستبقاء استنادا إلى نتائج اختبار واحد يسمى الاختبار ذي المخاطر العالية ، عادة ما ينصح أصحاب الاختبارات بأن اختباراتهم ليست كافية لاتخاذ قرارات المخاطر العالية، وان تتخذ القرارات على أساس جميع الوقائع والظروف.

## البحوث
هناك أدلة قاطعة على أن الاحتفاظ بالرتبة مفيد إلى حد كبير، وأن الكثير من البحوث القائمة كانت غير صالحة منهجيا بسبب التحيز في الاختيار في مرحلة تخصيص المجموعات، غير أن الأنواع الثلاثة المختلفة من الدراسات التي توجد أو اقترحت لها عيوب أصيلة يمكن التغلب عليها من خلال مراجعة البيانات الناتجة بطريقة صحيحة.
خلصت الدراسات التي قارنت بين الطلاب الذين أبقي عليهم وبين الطلاب الذين لم ينظر في استبقائهم إلا في نهاية المطاف، إلى أن الترقية الاجتماعية مفيدة للطلاب.  وكثيرا ما كان ينظر إلى الطلاب الذين اختيروا للترقية على أنهم «أفضل»، أو «أقل ضعفا» من الطلاب الذين استبقوا، واختير الطلاب «الأفضل» للترقية «لأن المدرسة تعتقد أنهم طلاب أقوى أو أكثر نضجا شخصيا»، في حين كان ينظر إلى الطلاب الذين اختيروا للاحتفاظ بهم على أنهم طلاب «أضعف» وأبقوا نتيجة لذلك. ويبدو أن الدراسات التي تقارنت بين الطلاب المحتفظين بأدائهم السابق تميل إلى الاحتفاظ بالصفوف، إلا أن هذه الدراسات غير دقيقة لأنها لا تعوض بالقدر الكافي عن النمو الشخصي، أو التغيرات المجهدة في المنزل مثل الظروف المعيشية المسيئة، أو القضايا البيئية الخطيرة مثل العيش في فقر؛ كل ذلك سيكون له تأثير نهائي على أداء الطلاب.وتعد الدراسات التي تعين عشوائيا مجموعة كبيرة من طلاب للترقية أو الاستبقاء أكثر أنواع البحوث سلامة من الناحية المنهجية في هذا الموضوع. ولا بد من تزويد البحوث بمعلومات مفصلة بقدر كاف على نطاق واسع بما يكفي لتوفير معلومات قيمة أو حتى نهائية.
وعلى الرغم من أن هذه الطريقة يمكن أن توفر أكثر النتائج دقة، فإن المدارس والآباء غير راغبين في تحديد مستقبل الطفل عن طريق التعيين العشوائي، ووجود أسباب أخلاقية آخرى يحول دون استخدام هذه النوع من الدراسات.

## دوليا

### أستراليا
وتستخدم أستراليا إعادة بالصفوف، على الرغم من أن إدارة التعليم والتدريب في نيوساوث ويلز سنت في عام 2010 سياسة تنص على عدم السماح باستبقاء الطلاب في أي مدرسة. فعلى سبيل المثال اعتبارا من عام 2010 لن يكرر الطالب الصف الحادي عشر أو الصف الثاني عشر بسبب توافر خدمات ما بعد المدرسة بعد إكمال الصف الثاني عشر، أي الخدمات كالتعليم الثانوي أو الجامعات الجامعية.

### نيوزيلندا
ففي نيوزيلندا تستخدم المدارس الثانوية عادة نظاما من البث الأكاديمي الداخلي حيث يقسم الأطفال من نفس العمر على أساس القدرة، ويدرس الطلاب الأقل درجة (أولئك الذين سيحتفظون بهم بموجب نظام أمريكا الشمالية) في فصول مختلفة، وبمعدل مختلف من الطلاب الأعلى إنجازا، ولكنهم يحتفظون في إطار مجموعتهم العمرية الخاصة بهم. لقد جعل هذا النظام الاحتفاظ بالدرجات قديما في جميع الظروف باستثناء أكثر الظروف إستثناءا.
وفي معظم الحالات التي يكون فيها التدفق الأكاديمي غير كاف، ينظر إلى الخدمات الخاصة الإضافية على أنها خدمات تفضيلية للاحتفاظ بالنسب، ولا سيما عندما تنطوي على تحديات سلوكية.

### الأرجنتين
وتتوخى الأرجنتين الاحتفاظ بالصفوف في جميع الصفوف باستثناء الصف الأول والأخير في المرحلة الثانوية. أما في المرحلة الابتدائية فيتم الإبقاء على طلاب المدارس عند فشلهم في أحد المجالات الأساسية: الرياضيات واللغة والعلوم الاجتماعية. وفي المدارس الثانوية يسمح للطلاب بالحصول على ما لا يزيد على دورتين دراسيتين من أجل ترقيتهم؛ وإذا فشلوا في ثلاثة أو أكثر، فيتعين عليهم أن يكرروا.

### شرق آسيا
ولا تمارس اليابان وكوريا الجنوبية وماليزيا وكوريا الشمالية سياسة الاستبقاء.

### سنغافورة
وتمارس سنغافورة الاحتفاظ بالصفوف في المدارس الثانوية إذا لم ينجح الطالب في الحصول على درجة مئوية متراكمة مرضية. وقد تقرر سلطات المدرسة أيضا أنه سيكون من الأنسب للطالب أن يتقدم إلى مستوى أعلى في تيار أدنى مثل حالة طلبة إكسبريس وطلبة المعلمين. ويعد الاحتفاظ بالدرجات أكثر شيوعا في الكليات الصغرى حيث يتم وضع معايير ترويجية.

### هونغ كونغ
وتمارس هونج كونج الإبقاء على الدرجات في المدارس الابتدائية والثانوية إذا حصل الطالب على درجة فاشلة حتى بعد أن يحصل على أكثر تصحيح، بالرغم من أن الإبقاء على الدرجات نادر للغاية.

### أوروبا
النرويج والدانمرك والسويد لا تسمح بالاحتفاظ بالصفوف في المرحلة الابتدائية والثانوية (الصف الأول إلى الصف العاشر)
وفي المملكة المتحدة يستخدم نظام تدفق مماثل لنظام نيوزيلندا (انظر أعلاه).
وتستخدم ألمانيا وإيطاليا وسويسرا وفرنسا وفنلندا والنمسا وهولندا الاحتفاظ بالدرجات.
تسمح اليونان بالاحتفاظ بالصف إذا فشل الطالب في أكثر من 5 امتحانات نهائية، أو 5 أو أقل في كل من امتحانات مايو/أيار وفحص سبتمبر/أيلول. كما يمكن للطالب الذي لم يحصل على أكثر من 114 دورة دراسية أن يعيد الصف.

### أمريكا الشمالية
وتستخدم كل من الولايات المتحدة وكندا الاحتفاظ بالمرتبة.
وفي الولايات المتحدة من المرجح أن يتم الإبقاء على الطلاب الذين يبلغون من العمر ست سنوات، مع ارتفاع آخر حول سن 12 عاما. وعلى وجه الخصوص بعض المدارس الكبيرة لديها فصل دراسي انتقالي، يسمى أحيانا «روضة الأطفال 2»، للأطفال الذين لا يقرأون.
المسؤولون في المدارس في بعض الولايات الأمريكية لديهم سلطة السماح بإعاقة الطلاب إذا لم يلتحقوا بالمدارس الصيفية.